# Граса (Педроган-Гранде)
Граса (порт. Graça) — район (фрегезия) в Португалии, входит в округ Лейрия. Является составной частью муниципалитета Педроган-Гранде. По старому административному делению входил в провинцию Бейра-Литорал. Входит в экономико-статистический субрегион Пиньял-Интериор-Норте, который входит в Центральный регион. Население составляет 908 человек на 2001 год. Занимает площадь 31,20 км².